# A Bath House Beauty
A Bath House Beauty er en amerikansk stumfilm fra 1914 af Roscoe "Fatty" Arbuckle.

## Medvirkende
- Roscoe Arbuckle som Fatty.
- Minta Durfee.
- Gordon Griffith.
- Edgar Kennedy.
- Eva Nelson.